# Ishbel Moore
Ishbel Moore (* 1954 in Glasgow, Schottland) ist eine schottische Schriftstellerin. 1967 wanderte sie mit ihrer Familie nach Kanada aus und lebt heute in Winnipeg, Manitoba. Moore hat Englisch und Musik studiert. 

## Werke
- 1994: The Summer of the Hand
- 1994: The Medal
- 1995: Branch of Talking Teeth
- Music For Its Own Sake
- 1998: Die Fremde im grünen Kleid (Dolina May, 1997) ISBN 3-505-10889-8
- 1998: Dolina's Grad
- 1998: Xanthe's Pyramid
- 2004: Wegen meiner Mutter (Daughter, 1999) ISBN 3-7817-1355-5
- 2000: Annilea
- 2000: Dolina's Decision
- 2001: Rock of ages

Weitere Bücher von Ishbel Moore wurden noch nicht übersetzt.